# Sonoton
Sonoton Music ist ein Musikverlag, Musikproduzent und Musikvertrieb mit Sitz in München.
Im Verlagsprogramm werden Titel von über 105 internationalen Labels geführt, die in der Unterhaltungs- und Werbeindustrie zur Vertonung von Filmen, Fernsehsendungen, Hörspielen oder Trailern verwendet werden.
Gegründet wurde Sonoton 1965 vom Filmmusik- und Schlagerkomponisten Gerhard Narholz und Rotheide Narholz. Das Unternehmen ist bis heute in Familienbesitz. 
1969 schloss Sonoton Music einen Deal mit dem britischen Label Berry Music ab, was das Repertoire an das weltweite Publikum brachte. Nachdem Berry Music 1973 von EMI aufgekauft wurde, wurde Sonoton Music zu einem vollwertigen internationalen Label, das auch viele kommerzielle Erfolge feiern konnte und dem diverse Innovationen zugeschrieben werden.
Seit März 2021 ist der frühere Direktor von EMI Production Music Alex Black CEO von Sonoton Music.

## Labels
- Sonoton
- Sonoton Authentic Series
- Sonoton Classical
- Sonoton Trailer Tracks
- Sonoton Vanguard
- Sonoton Vintage Series
- 1st Choice Music
- Afro Dizzy
- AFRO Musique
- Commercial Length Cuts
- Hip Hop Shop
- Intersound
- Rockshop
- Sonia Classics
- Surefire
- Gerhard Trede/Trede Collection
- Vadzimu[3][4]

## Bekannte Komponisten und Musiker
- Gerhard Narholz[5]
- Dieter Reith[6]
- Horst Jankowski[7]
- DJ Friction[8]
- Dexter[9]
- Tai Jason[10]
- Daniel Elias Brenner[11]
- Fatty George[12]
- Helmuth Brandenburg[13]
- Kenny Ball[14]
- Klaus Wagenleiter[15]
- Rainer Dimmler[16]
- Armin Sabol[17]
- Klaus Weiss[18]
- Carmen Lundy[19]
- Ernst August Quelle[20]
- Heinz Matschurat[21]
- Azhar Kamal[22]
- Marlui Miranda[23]
- Peter Seiler[24]
- Steffen Schorn[25][26]
- Alexander Bertino Rodmann[27]
- Tlale Makhene[28]
- Lars Kurz[29]
- Thomas Eichenbrenner[30]
- Wolf Baki[31]
- Kronos Quartett[32]